# Sukevanjärvi
Sukevanjärvi eller Sukevajärvi är en sjö i Finland. Den ligger i kommunen Sonkajärvi i landskapet Norra Savolax, i den centrala delen av landet, 400 km norr om huvudstaden Helsingfors. Sukevanjärvi ligger 124,7 meter över havet. I omgivningarna runt Sukevanjärvi växer i huvudsak blandskog. Den är 8,95 meter djup. Arean är 3,89 kvadratkilometer och strandlinjen är 15,55 kilometer lång. Sjön  ingår i Vuoksens huvudavrinningsområde. 